# Hirisave, Channarayapatna
Hirisave là một làng thuộc tehsil Channarayapatna, huyện Hassan, bang Karnataka, Ấn Độ.